# Crassier (Vaud)
Pour les articles homonymes, voir Crassier.
Ne doit pas être confondu avec Crissier.
Crassier est une commune suisse du canton de Vaud, située dans le district de Nyon.

## Géographie
Située entre le Jura et le lac Léman, Crassier est au bord de la frontière avec la France. La douane de Crassier est un axe très emprunté. Le village est traversé par la rivière Le Boiron, représenté dans les armoiries par la fasce ondée blanche. L'arbre le plus grand du village, un tilleul, se situe au bord de la route de Genève, elle-même longeant la frontière avec la France.

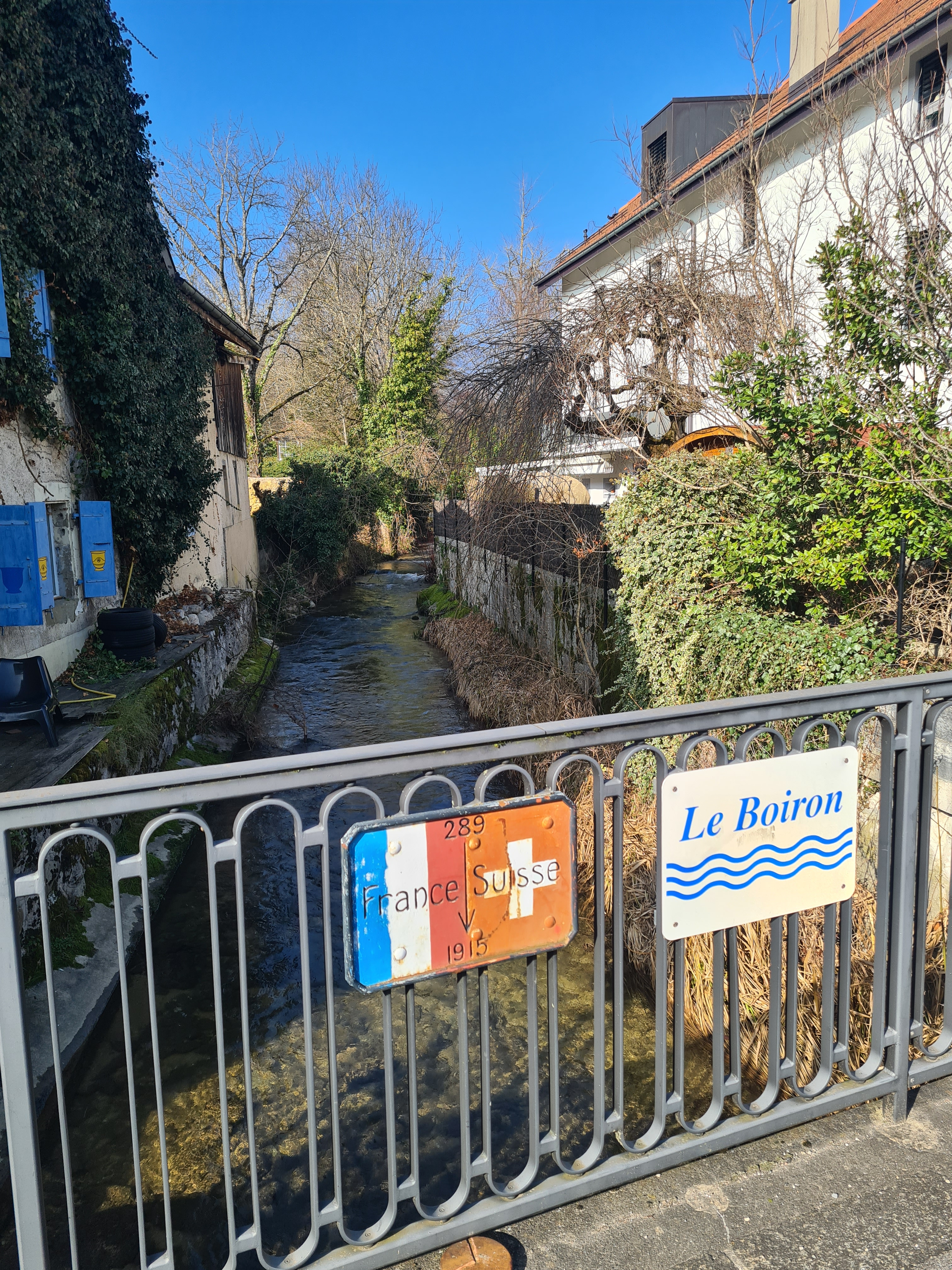
Le Boiron est la frontière naturelle qui délimite la France de la Suisse sur la commune de Crassier.

## Population

### Gentilé
Les habitants de la commune se nomment les Crassiérans.

### Démographie
Crassier compte 1 236 habitants au 31 décembre 2022 pour une densité de population de 609 hab/km2. Sur la période 2010-2019, sa population a augmenté de 5,0 % (canton : 12,9 % ; Suisse : 9,4 %).  

## Histoire
La fille de Madame de Staël a vécu à Crassier dans une maison au cœur du village.

## Patrimoine bâti
Temple protestant, ancienne église Sainte-Marie-Madeleine.
La chapelle catholique romaine Sainte Marie Madeleine (Rue de la Tour 47), a été construite en 1959 par l’architecte Roger Paréaz 46° 22′ 41″ N, 6° 10′ 16″ E.

## Personnalités liées à la commune
- Suzanne Curchod, par son mariage Madame Necker, née à Crassier en mai 1737 et morte au Château de Beaulieu à Lausanne, le 6 mai 1794, est une femme de lettres et une salonnière suisse. Elle épousa en 1764 Jacques Necker qui devint ministre des Finances de Louis XVI. Suzanne Curchod fonda en 1778 l'hôpital Necker à Paris. Elle était la mère de Germaine de Staël.